# Germano (duque)
Germano (em latim: Germanus) foi um oficial bizantino do final do século VI, ativo no reinado do imperador Maurício (r. 582–602).

## Vida

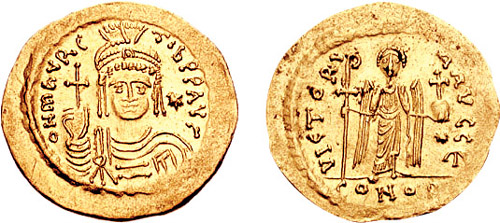
Soldo de Maurício r.

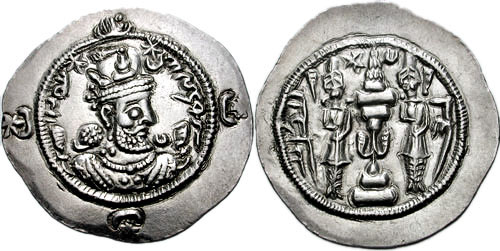
Dracma de r.

Em 588, era duque da Fenícia Libanense e Teófanes, o Confessor descreveu-o como governante de Edessa. Pouco antes da Páscoa (18 de abril), estava em Edessa com o bispo (o local) quando recebeu novo exército comandado por Prisco; acompanharam Prisco às tropas reunidas perto de Monocarto, onde Germano introduziu-o às tropas e o bispo celebrou a Páscoa. Os autores da PIRT, cotejando os relatos de Teofilacto Simocata (que possui uma lacuna) e Teófanes, que se baseou no relato de Teofilacto, certificaram a suposição de era duque da Fenícia Libanense (extraída do relato de Evágrio), sediado em Damasco. Também explicaram que estava em Edessa servindo como comandante no exército de campo pronto a conduzir campanha contra o Império Sassânida no começo de 588, contra quem o Império Bizantino estava em guerra.
Depois do motim das tropas imediatamente após a Páscoa e a fuga de Prisco, Germano foi convidado pelo exército para tornar-se seu general; estava relutante, mas concordou quando ameaçado com a morte se se recusasse, mas insistiu que os soldados jurassem não saquear as cidades romanas. Germano persuadiu as tropas a atacarem os persas, primeiro enviando mil homens para defender Constantina e então dirigindo 4 mil homens num ataque à Pérsia; o exército conseguiu importante vitória em Martirópolis sobre exército persa liderado por Maruzas, assegurou grande quantidade de butim e fez as pazes com o imperador. Germano foi chamado a julgamento, foi considerado culpado e sentenciado à morte, mas sofreu mal algum e recebeu consideráveis recompensas do imperador. Talvez pode ser o oficial homônimo ativo anos depois.